# State Parks in Arkansas
Dies ist eine Liste der State Parks im US-Bundesstaat Arkansas. Die State Parks werden von der Division of State Parks, Arkansas Dept. of Parks and Tourism betrieben.

## Alphabetische Auflistung
- Bull Shoals-White River State Park
- Cane Creek State Park
- Conway Cemetery Historic State Park
- Cossatot River State Park-Natural Area
- Crater of Diamonds State Park
- Crowley’s Ridge State Park
- Daisy State Park
- Davidsonville Historic State Park
- DeGray Lake Resort State Park
- Delta Heritage Trail State Park
- Devil's Den State Park
- Hampson Archeological Museum State Park
- Herman Davis State Park
- Historic Washington State Park
- Hobbs State Park-Conservation Area
- Jacksonport State Park
- Jenkins Ferry Battleground State Park
- Lake Catherine State Park
- Lake Charles State Park
- Lake Chicot State Park
- Lake Dardanelle State Park
- Lake Fort Smith State Park
- Lake Frierson State Park
- Lake Ouachita State Park
- Lake Poinsett State Park
- Logoly State Park
- Louisiana Purchase State Park
- Lower White River Museum State Park
- Mammoth Spring State Park
- Marks’ Mills Battleground State Park
- Millwood State Park
- Mississippi River State Park
- Moro Bay State Park
- Mount Magazine State Park
- Mount Nebo State Park
- Ozark Folk Center State Park
- Parkin Archeological State Park
- Petit Jean State Park
- Pinnacle Mountain State Park
- Poison Springs Battleground State Park
- Powhatan Historic State Park
- Prairie Grove Battlefield State Park
- Queen Wilhelmina State Park
- Toltec Mounds Archeological State Park
- Village Creek State Park
- White Oak Lake State Park
- Withrow Springs State Park
- Woolly Hollow State Park

## Galerie

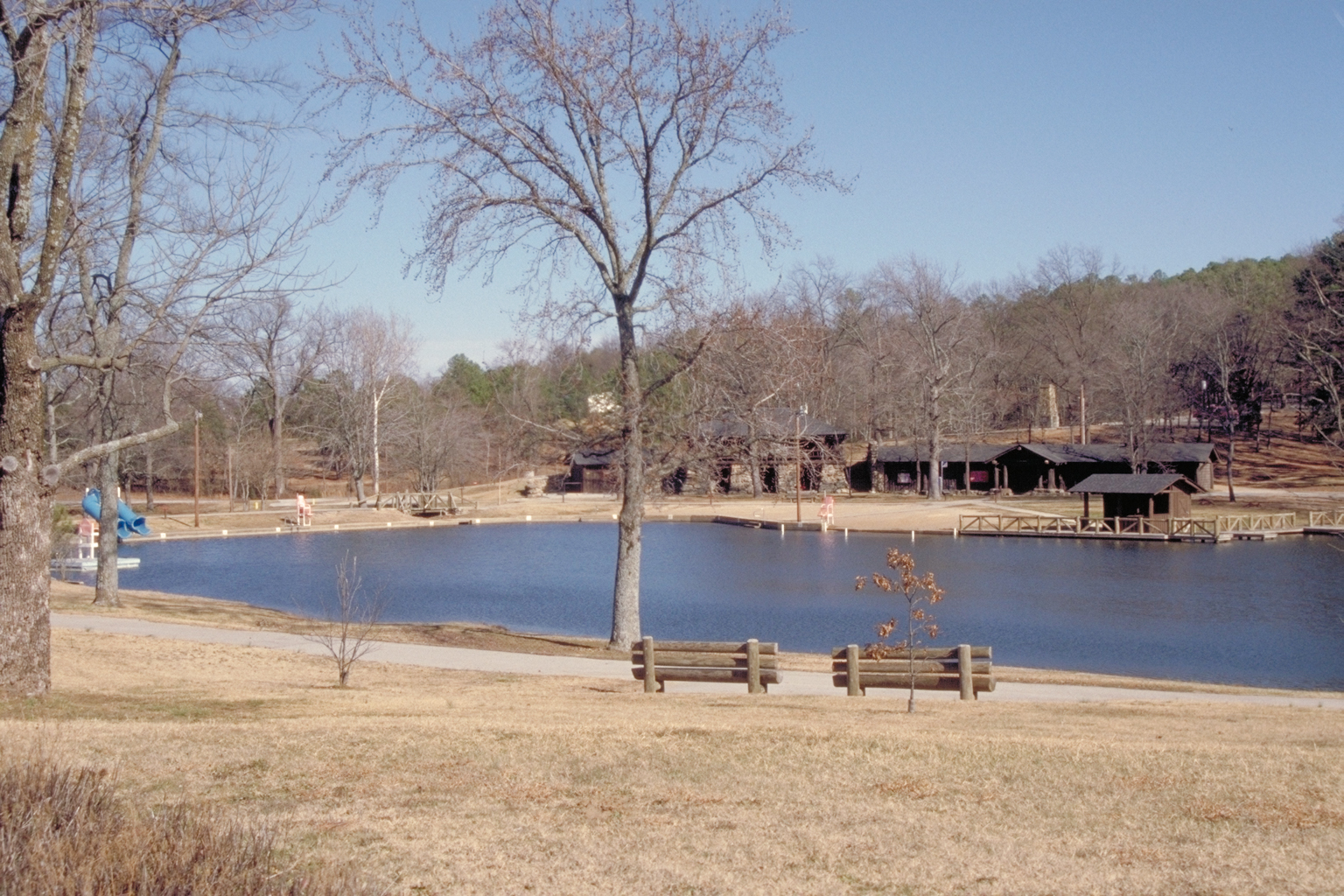
Crowley's Ridge State Park
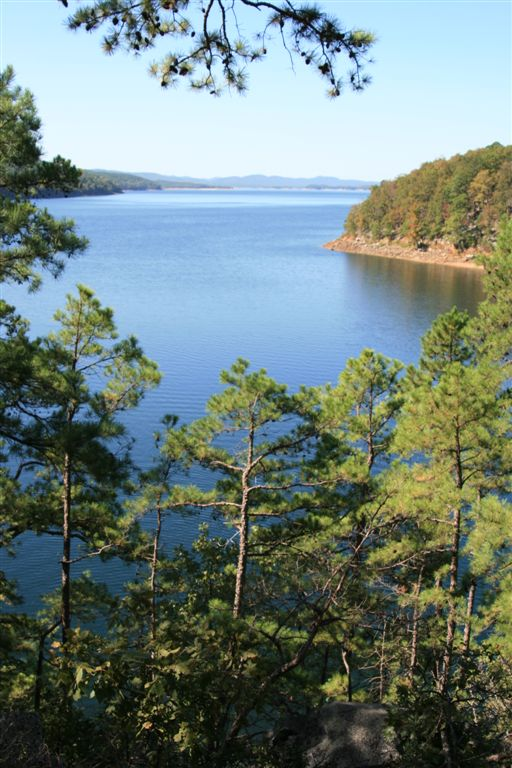
Lake Ouachita State Park
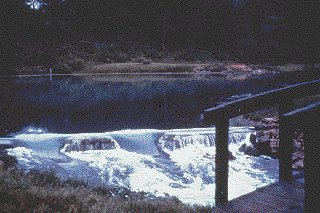
Mammoth Spring State Park
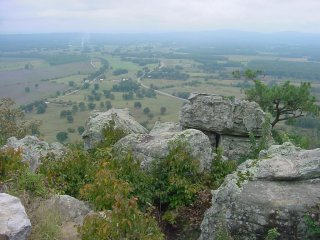
Petit Jean State Park
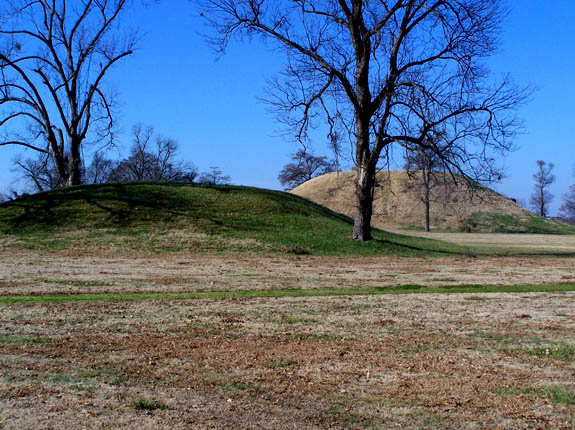
Toltec Mounds Archeological State Park